# Certification professionnelle en informatique (Québec)
Au Québec, la certification professionnelle en informatique n'est pas encadrée par une loi ou des règlements. Bien que le système professionnel soit régi par l’Office des professions du Québec qui encadre l’octroi des titres professionnels réservés pour 54 professions, il n’y a pas de titre réservé pour les informaticiens (liste des 54 professions réglementées).

## Titres autoréglementés
Ainsi la profession d’informaticien n’est pas réglementée par des organismes gouvernementaux: elle est plutôt autoréglementée par des associations d’informaticiens. Au moins deux associations de personnes qui exercent dans ce domaine font la promotion d’une forme de reconnaissance professionnelle autoréglementée. Il s’agit de la Canadian Information Processing Society (CIPS, ou en français Association canadienne de l’informatique) et du Réseau Action TI.
Les titres, proposés par la Canadian Information Processing Society et le Réseau Action TI sont en fait liés, la CIPS ayant établi un partenariat avec le Réseau ACTION TI. L'obtention de ces titres requiert que les personnes intéressées répondent à un certain nombre de conditions pour devenir candidat avant de se voir accorder l'un des titres gérés par ces associations.

## Demande de création d'un ordre professionnel
Des démarches formelles ont déjà été effectuées auprès de l’Office des professions du Québec pour constituer les informaticiens et informaticiennes en ordre professionnel. En mars 1992, l’Association professionnelle des informaticiens et informaticiennes du Québec (APIIQ), dissoute depuis, a demandé à l’Office de recommander la création d’un ordre professionnel pour encadrer la profession d’informaticien.
Dans sa décision rendue en mars 1997, cet organisme gouvernemental conclut «qu'il n'est pas opportun de suggérer au gouvernement de constituer les informaticiens et informaticiennes en ordre professionnel».
Plus tard, l’APIIQ a demandé à l’Office des professions de réviser sa décision, mais dans une lettre datée d’avril 2009, l’Office estimait qu’il n’était pas nécessaire de revenir sur décision de mars 1997. 

## Ingénieurs et architectes
L’appellation d’ingénieur informaticien ou logiciel ou celle d’architecte informatique sont souvent utilisées dans le milieu de l’informatique. Mais au Québec, comme ces deux professions sont réglementées, le titre d’ingénieur et le titre d’architecte sont réservés aux membres de ces ordres professionnels respectifs. Ainsi, le titre d’architecte informatique ne peut être utilisé au Québec. 
Il en est de même pour le titre d’ingénieur dont l'usage est réservé aux membres de l‘Ordre des ingénieurs du Québec. Les tribunaux ont d’ailleurs déjà été appelés à clarifier cette situation alors que la firme Microsoft Canada a été interpellée par l’Ordre des ingénieurs du Québec pour utilisation illégale du titre d’ingénieur. Dans un jugement rendu oralement le 5 avril 2004, la Cour du Québec a donné raison à l’Ordre, rapporte le Journal du Barreau du Québec.